# Irene Aderenti
Irene Aderenti (Zurigo, 21 febbraio 1955 – Castiglione delle Stiviere, 14 aprile 2025) è stata una politica italiana.

## Biografia

### Origini
Irene Aderenti nacque a Zurigo da genitori bresciani emigrati in Svizzera. Rientrò successivamente con la famiglia nella città d'origine, dove frequentò l'istituto magistrale, e dopo il diploma andò a insegnare nelle scuole elementari di Brescia, Cavriana e Castiglione delle Stiviere, dove si stabilì definitivamente. 

### La carriera politica
Nel 2008 fu inserita nella liste elettorale del Senato della Repubblica per la Lega Nord  in Lombardia, occupando la dodicesima posizione e risultando eletta grazie all'opzione del secondo in lista, Roberto Castelli, per l'elezione nella circoscrizione regionale della Liguria. Nella sua attività parlamentare si occupò in particolar modo del tema della scuola, coerentemente col suo percorso lavorativo, facendo parte della 7ª Commissione permanente (Istruzione pubblica, beni culturali) e della Commissione parlamentare per l'infanzia. Sue furono le proposte di istituire "classi-ponte" per i minori stranieri con scarsa conoscenza dell'italiano e di rendere obbligatorio l'esame di terza media per quelli, provenienti dall'estero, che avessero chiesto l'iscrizione alle scuole superiori.
Non rieletta nel 2013, dopo la fine del mandato parlamentare continuò a fare politica sul territorio, in particolare promuovendo manifestazioni contro la redistribuzione nei comuni dell'Alto Mantovano di richiedenti asilo approdati in Italia.
Nel 2014 fu candidata alle elezioni europee nella Circoscrizione Italia nord-occidentale: raccolse 4193 preferenze, insufficienti per l'elezione a europarlamentare.
Da sempre critica verso il Movimento 5 Stelle e Beppe Grillo, all'indomani del raduno di Pontida del 2018 annunciò la sua uscita dalla Lega, non condividendo il patto di governo sottoscritto dal leader Matteo Salvini. Nel 2019 lanciò un nuovo movimento denominato Obiettivo autonomia.

### Morte
Irene Aderenti è morta nel 2025.